# 灰匙

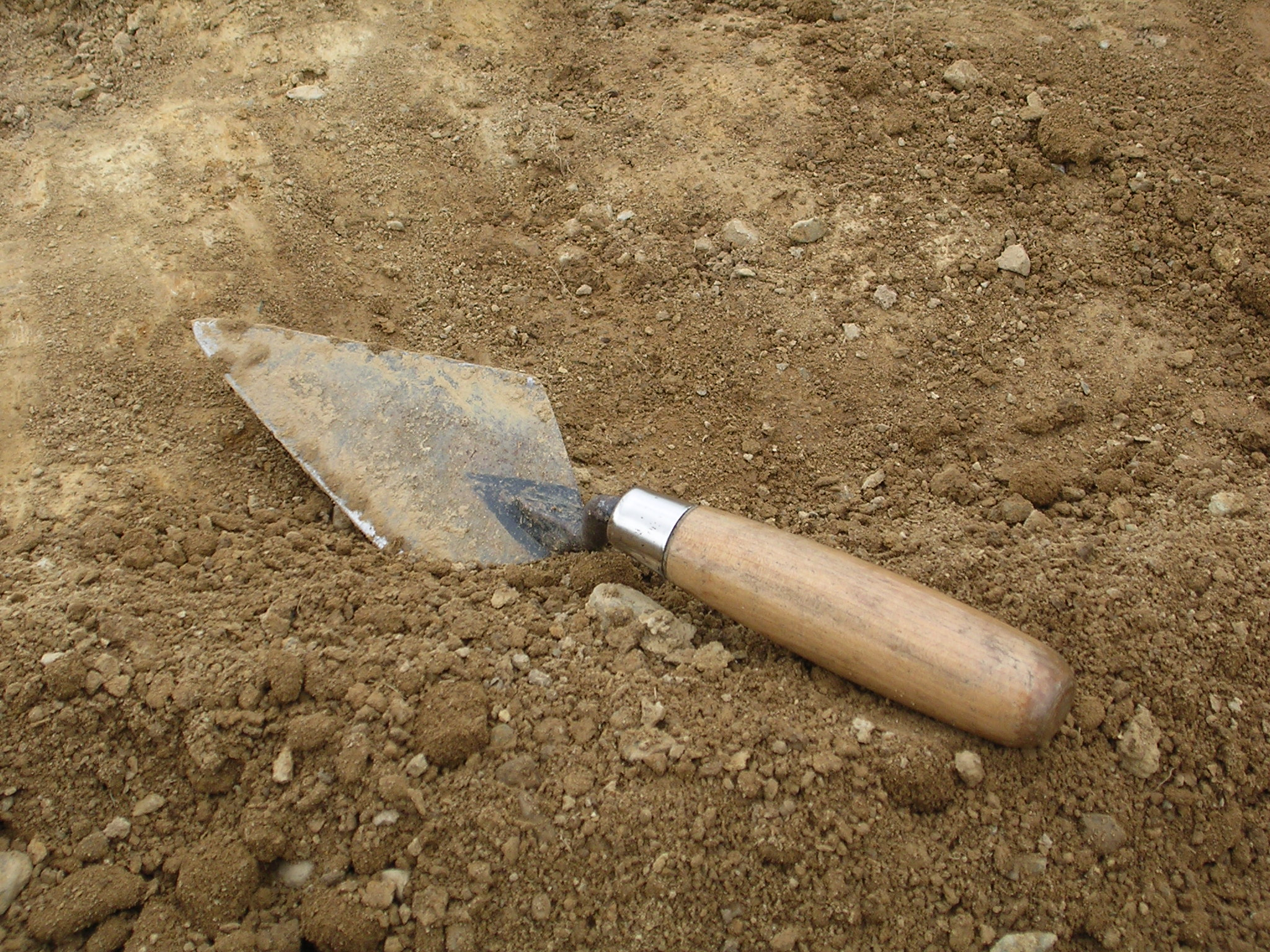
灰匙

灰匙又稱桃型鏝刀，是土木工程上的一種工具，主要用作撫平水泥之用。另一方面，灰匙也常在奠基儀式中使用。灰匙的外觀有點像鏟子，由木柄及三角形的金屬片組成。